# Stazione di Yaenosato
La stazione di Yaenosato (八戸ノ里駅?, Yaenosato-eki) è una stazione ferroviaria situata nella città di Higashiōsaka, nella prefettura di Osaka, in Giappone, appartenente alla linea Nara delle Ferrovie Kintetsu.

## Linee
Ferrovie Kintetsu
● Linea Kintetsu Nara

## Aspetto
La stazione è realizzata in viadotto con quattro binari passanti e due marciapiedi a isola.
| 1-2 | ■ Linea Kintetsu Nara | per Higashi-Hanazono, Ikoma, Yamato-Saidaiji, Kintetsu Nara e Tenri           |
| 3-4 | ■ Linea Kintetsu Nara | per Tsuruhashi, Ōsaka Uehommachi, Ōsaka Namba, Amagasaki, Kōshien e Sannomiya |

## Stazioni adiacenti
| «                                 | Servizio            | »                   |
| Linea Kintetsu Nara               | Linea Kintetsu Nara | Linea Kintetsu Nara |
| --------------------------------- | ------------------- | ------------------- |
| Kawachi-Kosaka                    | Locale              | Wakae-Iwata         |
| Tutti gli altri treni non fermano |                     |                     |